# Internationale luchthaven van Doha
De internationale luchthaven van Doha (Arabisch: مطار الدوحة الدولي; IATA: DOH; ICAO: OTBD) is de voormalige civiele luchthaven van de schiereilandstaat Qatar, en ligt bij de hoofdstad Doha. De luchthaven was de hub van de nationale luchtvaartmaatschappij Qatar Airways en werd veel gebruikt door transitpassagiers die van Europa naar Azië reisden. 
De luchthaven beschikte over één startbaan, de 15/33 die met 4.572 meter alle maten vliegtuigen aankon. Er waren bij de sluiting in mei 2014 drie terminals; A voor Qatar Airways, B voor andere maatschappijen, en een eersteklas terminal voor VIPs en eersteklasreizigers. De ernstig overbelaste luchthaven, die in 2013 23 miljoen passagiers per jaar aankon, is vervangen door een vier kilometer verderop gelegen nieuwe faciliteit, Hamad International Airport.

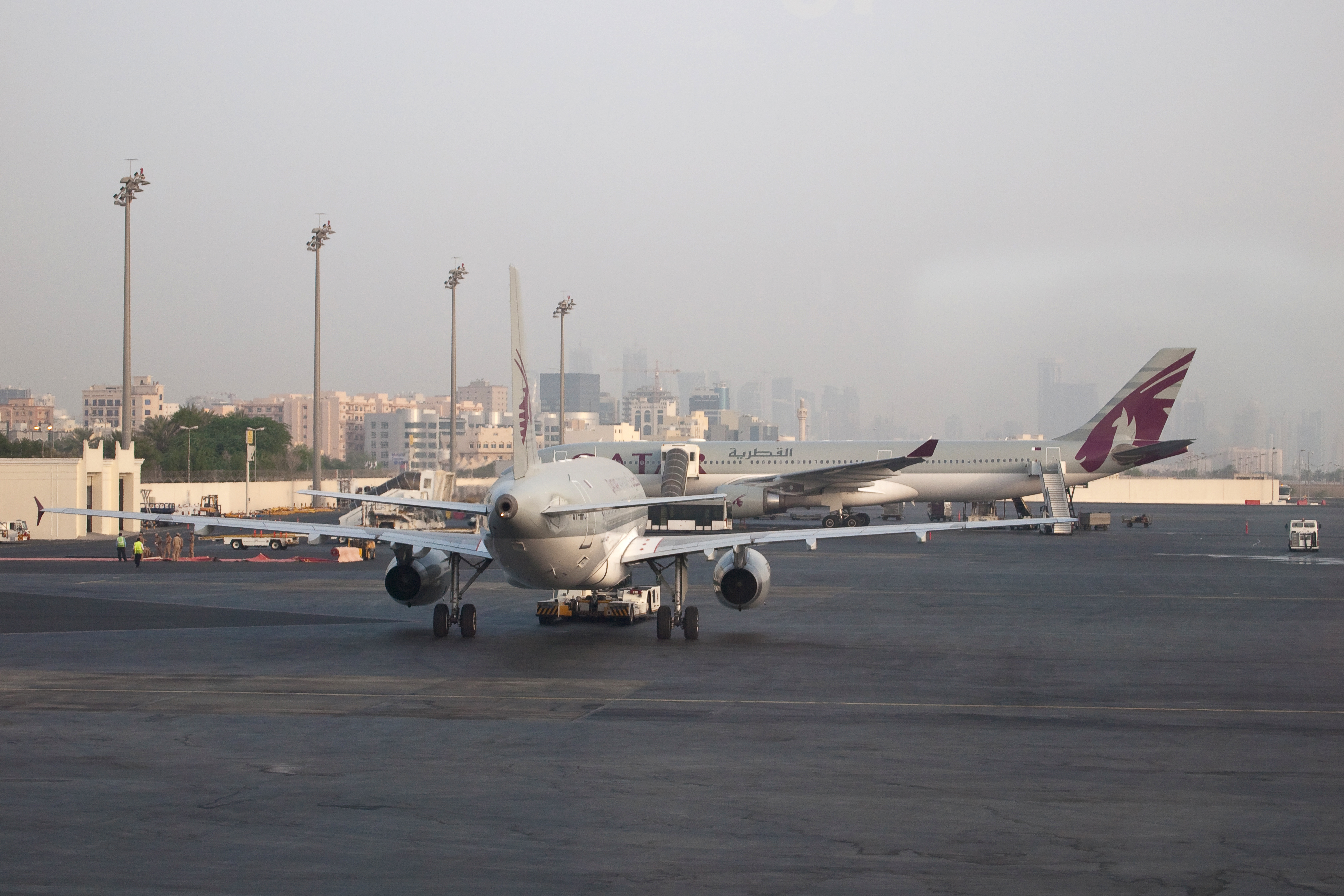
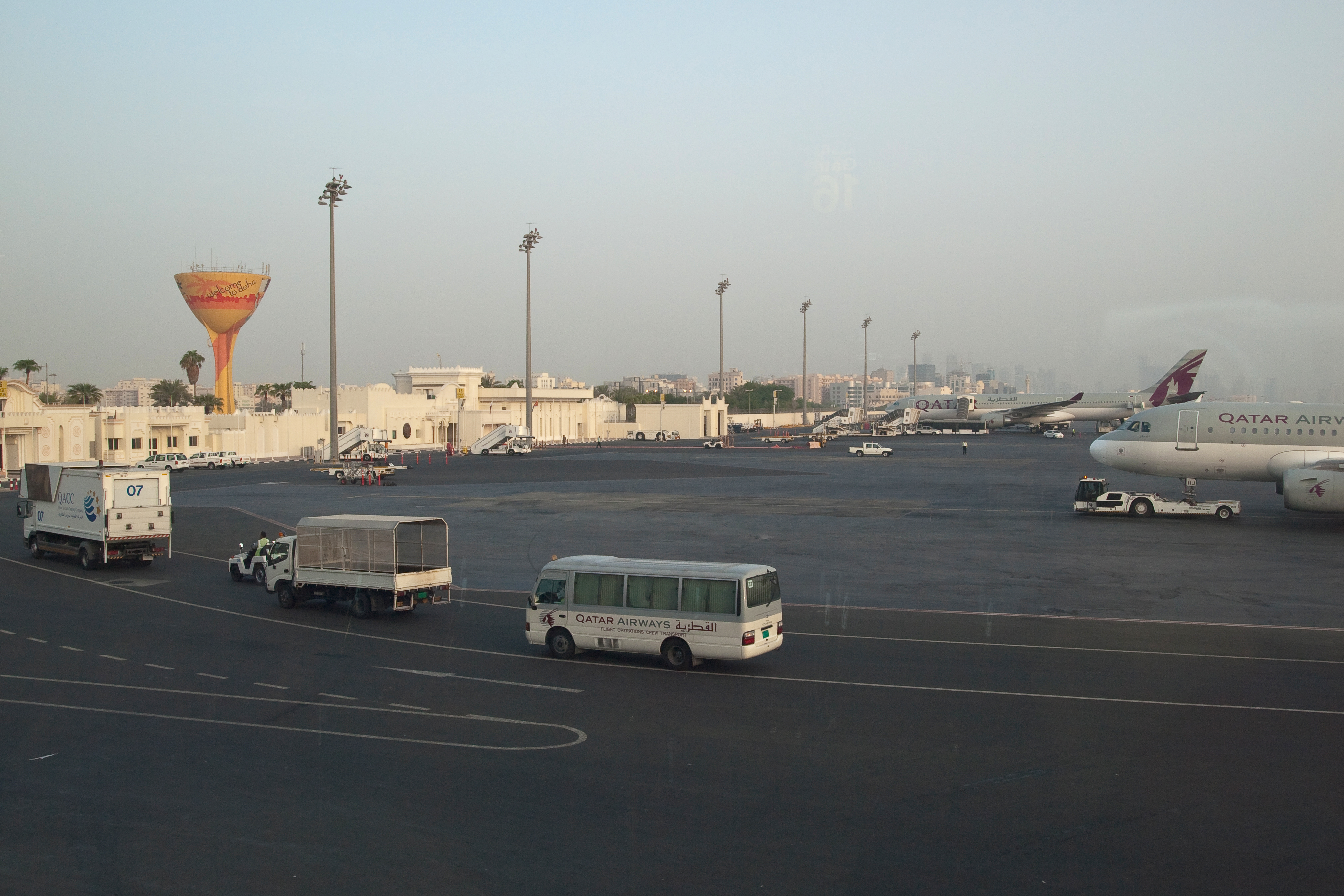

## Hamad International Airport
Sinds januari 2005 werd er gewerkt aan de nieuwe luchthaven circa 5 kilometer ten oosten van de oude. Het nieuwe luchthaventerrein beslaat een oppervlakte van 2.200 hectare en heeft een initiële capaciteit van 24 miljoen passagiers per jaar. Op 30 april 2014 is het vliegveld in gebruik genomen. Eind mei 2014 is Qatar Airways, de grootste gebruiker van de luchthaven, overgegaan. Er zijn twee start- en landingsbanen voor het vliegverkeer beschikbaar. Het gehele project vergde een investering van $ 14,5 miljard. De Internationale luchthaven van Doha sloot op 27 mei 2014. De laatste vlucht was een lijnvlucht van Lufthansa naar de Flughafen Frankfurt am Main die om halfeen 's nachts op 28 mei opsteeg.

## Vervoerscijfers
Van 2007 tot het laatste volledige jaar in 2013 had de luchthaven een sterke groei in passagiers en vracht gekend. Het passagiersvervoer was ruimschoots verdubbeld in 2012 en de hoeveelheid behandelde vracht is verdrievoudigd.
| Jaar | Totaal passagiers | Totaal vracht | Totaal vliegtuigbewegingen |
| ---- | ----------------- | ------------- | -------------------------- |
| 2007 | 9.460.000         | 252.935 ton   | 65.373                     |
| 2008 | 12.272.000        | 414.872 ton   | 90.713                     |
| 2009 | 13.113.000        | 528.905 ton   | 101.941                    |
| 2010 | 15.724.000        | 707.830 ton   | 118.751                    |
| 2011 | 18.109.000        | 808.099 ton   | 136.768                    |
| 2012 | 21.163.000        | 844.531 ton   | 155.671                    |
| 2013 | 23.266.000        | 358.933 ton   | 155.672                    |